# Friedlieb Ferdinand Runge
Friedlieb Ferdinand Runge (sinh ngày 8/2/1794 gần Hamburg - mất ngày 25/3/1867 ở Oranienburg) là một nhà hóa học phân tích người Đức. Ông là người phát hiện ra cafein trong cà phê, hoạt chất kích thích hệ thần kinh trung ương của cơ thể.